# N'Dambi
N'dambi is een Amerikaanse R&B-zangeres.

## Muziekcarrière
In 1995 raakte N'dambi meer betrokken bij de muziekwereld. Ze ontmoette Erykah Badu (Erika Wright), die ze al van vroeger kende. Ze koos de naam N'dambi als artiestennaam. Van beide vriendinnen kreeg Erykah Badu het eerst bekendheid: Badu sloot een platencontract in 1996 en vroeg N'Dambi met haar samen te werken. N'Dambi zong in het achtergrondkoor op Baduizm. Ze was te horen op Badus On & On, Next Lifetime, Mama's Gun en Tyrone. In 1999 bracht ze haar eerste album, Little Lost Girls Blues, uit onder haar eigen label Cheeky-I. Het bevatte voornamelijk jazz-funk, een soort smooth jazz. Haar tweede album, Tunin' Up & Cosignin (2001), was een dubbel-cd. Het bevatte nieuwe versies van de nummers van haar eerste cd, met daarnaast nieuwe smooth-jazznummers met incidenteel wat R&B. Een derde album, A Weird Kinda Wonderful, werd in Japan uitgebracht. Later werd een korte, gewijzigde versie van deze cd in de Verenigde Staten uitgebracht. In 2009 bracht N'dambi Pink Elephant uit bij het label Stax. De laatste albums hadden overwegend een R&B-karakter. N'dambi schrijft eigen nummers en produceert ook.

## Trivia
"Ndambi" is de naam van een Mbundukoning in het Congo/Angola-gebied in de middeleeuwen. N'Dambi betekent naar eigen zeggen van de zangeres "allermooist".

## Discografie
- 1996 Little Lost Girls Blues

Nummers
1. Picture This
2. Deep
3. Rain
4. What's Wrong With You
5. The Meeting
6. See Ya In My Dreams
7. Lonely Woman
8. Soul From The Abyss
9. The Sunshine
10. Can This Be Love
11. I Think For Sure
12. Broke My Heart
13. Crazy World
14. Lonely Woman (Interlude)

- 2001 Tunin' Up & Cosignin'

Nummers
1. Ode 2 Nina
2. People
3. ...R.C., What Was U Doing?
4. Day Dreamer
5. Do Mat Mare Ray
6. Call Me
7. Bitter, Bitter Blue
8. Crazy World
9. See U In My Dreams
10. Y'all Ready, Fool?
11. Hot Pearl
12. Blackstar
13. Leave It Just Like That
14. Lonely Women Eva's Song
15. Soul from the Abyss
16. Soul...Day Dreamer
17. Deep
18. Blueprint 4
19. Pictures This/Can't This B Love
20. Lockjohnson Playing His Own Shit
21. I Think 4 Sure
22. What's Wrong with U
23. The Sunshine
24. Broke My Heart

- 2005 A Weird Kinda Wonderful (Japan)

Nummers
1. Young Lady
2. Can't Change Me
3. Hey U
4. Insecurity
5. Soft And Wet
6. Get On Up
7. Hot Oven
8. Pointy Toe (Interlude)
9. If We Were Alone (featuring Keite Young)
10. Love
11. Time Passes By
12. Preacher Preacher

- 2008 A Weird Kinda Wonderful (Verenigde Staten)

Nummers
1. Young Lady
2. Can't Change Me
3. Hey U
4. Insecurity
5. Get On Up
6. Stay
7. Young Lady [The Part-Time Heroes Remix]
8. Can't Change Me [The Part-Time Heroes Remix]

- 2009 Pink Elephant